# Marc Herlant
Marc Herlant (1907 – 1986) è stato un biologo belga.
È conosciuto universalmente per i suoi importanti studi sull'ipofisi, tanto da meritarsi l'appellativo di "papa dell'ipofisi", e da lui prende nome il metodo di colorazione per gli ormoni ipofisari chiamato tetracromia o quadricromia di Herlant (1960).
A lui è anche intitolato il premio Marc Herlant, indirizzato a giovani ricercatori (meno di 40 anni) che si siano particolarmente distinti in ricerche di istologia o biologia cellulare inerenti all'ipofisi.